# Mitología incaica

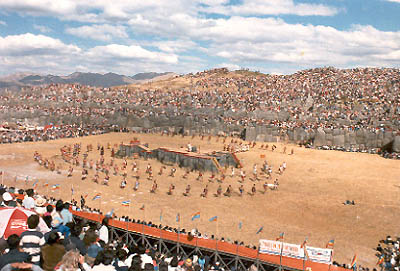
Celebración actual del Inti Raymi en Sacsayhuamán, Cuzco.

La mitología incaica es el universo de leyendas y memoria colectiva de la civilización incaica, que tuvo lugar en los actuales territorios de Colombia, Ecuador, Perú, Bolivia, Chile y Argentina, incorporando en primera instancia, de manera sistemática, los territorios de la sierra central de Perú hacia el sur.
La mitología incaica tuvo éxito por la influencia política, comercial y militar, antes de la conquista de los territorios al sur y norte del Cuzco, que más tarde diera comienzo al naciente imperio. La identidad de los pueblos quechuas en el Perú y Bolivia; y los quichuas (kichwa) en el Ecuador; comparten esta percepción espacial y religiosa que los une por su deidad más significativa: el dios Inti.
La mitología incaica se nutría de una serie de leyendas y mitos propios, que sustentó la religión panteísta del Imperio inca, centralizada en Cusco. A sus dioses, el pueblo inca les rendía culto, al igual que en otras religiones. Algunos nombres de dioses se repetían o eran llamados de igual forma en distintas provincias del pueblo inca. Más tarde, todos estos dioses se unificaron y formaron el que se denomina verdadero panteón incaico de divinidades.
Lo aplicado por la cosmogonía inca en el ámbito de las creencias debe ser considerado como uno de los instrumentos más importantes utilizados en el proceso de la formación del imperio a la par de las transformaciones económicas, sociales y de la administración.

## Creencias básicas
La investigación académica demuestra que los sistemas de creencias incas se integraron con su visión del cosmos, especialmente en lo que respecta a la forma en que los incas observaban los movimientos de la Vía Láctea y el sistema solar como se ve desde Cusco, la capital inca cuyo nombre significaba el centro de la Tierra. Desde esta perspectiva, sus historias representan los movimientos de constelaciones, planetas y formaciones planetarias, todos conectados a sus ciclos agrícolas. Esto fue especialmente importante para los incas, ya que dependían de las temporadas agrícolas cíclicas, que no solo estaban conectadas a ciclos anuales, sino a un ciclo de tiempo mucho más amplio (cada 800 años a la vez). Esta forma de medir el tiempo se implementó para asegurar la transmisión cultural de información clave, a pesar de cambios de régimen o catástrofes sociales.
Después de la conquista española del Perú por Francisco Pizarro, los funcionarios coloniales quemaron los registros que llevaba el Inca. Actualmente existe una teoría propuesta por Gary Urton de que los quipus podrían haber sido un sistema binario capaz de registrar datos fonológicos o logográficos. Aun así, hasta la fecha, todo lo que se conoce se basa en lo registrado por los sacerdotes, en la iconografía de la cerámica y la arquitectura inca, y en los mitos y leyendas que han sobrevivido entre los pueblos de los Andes.

## Leyendas de la fundación Inca
Manco Cápac fue el legendario fundador de la Dinastía Inca en Perú y la Dinastía Cusco en Cusco. Las leyendas y la historia que lo rodean son muy contradictorias, especialmente las relativas a su gobierno en el Cuzco y sus orígenes. Según una leyenda, era hijo de Viracocha. En otro, fue sacado de las profundidades del lago Titicaca por el dios Sol Inti. Sin embargo, a los plebeyos no se les permitió pronunciar el nombre de Viracocha, lo que posiblemente sea una explicación de la necesidad de tres leyendas fundacionales en lugar de una sola.
También hubo muchos mitos sobre Manco Cápac y su llegada al poder. En un mito, Manco Cápac y su hermano Pacha Kamaq eran hijos del dios sol Inti. A Manco Cápac se le adoraba como el dios del fuego y el sol. En otro mito, Manco Cápac fue enviado con Mama Ocllo (otros incluso mencionan a numerosos hermanos) al lago Titicaca donde resurgieron y se asentaron en la Isla del Sol. Según esta leyenda, Manco Cápac y sus hermanos fueron enviados a la Tierra por el dios Sol y emergieron de la cueva de Puma Orco en Paqariq Tampu llevando un bastón dorado llamado Topayauri. Se les pidió que crearan un Templo del Sol en el lugar donde el bastón se hundía en la tierra para honrar al dios del Sol Inti, su padre. Durante el viaje, uno de los hermanos de Manco (Ayar Cachi) fue engañado para que regresara a Puma Urqu y encerrado en el interior o, alternativamente, se convirtió en hielo, porque su comportamiento imprudente y cruel enfureció a las tribus que intentaban gobernar. (huaca).
Pedro Sarmiento de Gamboa escribió que había un cerro denominado Tambotoco, a unos 33 kilómetros de Cuzco, donde ocho hombres y mujeres emergieron como los originales incas. Los hombres eran Manco Capac, Ayar Auca, Ayar Cachi y Ayar Uchu. Las mujeres eran Mama Ocllo, Mama Huaco, Mama Ipacura y Mama Raua.
En otra versión de esta leyenda, en lugar de emerger de una cueva en Cuzco, los hermanos emergieron de las aguas del lago Titicaca. Dado que este fue un mito de origen posterior al de Pacaritambo, puede haber sido creado como una estratagema para atraer a las poderosas tribus aimaras al redil del Tawantinsuyo.
En la leyenda del Inca Viracocha, Manco Cápac era el hijo del Inca Viracocha de Paccaritambo, que se encuentra a 25 km al sur de Cuzco. Él, sus hermanos (Ayar Auca, Ayar Cachi y Ayar Uchu) y hermanas (Mama Ocllo, Mama Huaco, Mama Raua y Mama Cura) vivían cerca de Cusco en Paccaritambo, uniendo a su gente y los diez ayllus que encontraron en sus viajes para conquistar las tribus del Valle del Cusco. Esta leyenda también incorpora el bastón de oro, que se cree que fue entregado a Manco Cápac por su padre. Los relatos varían, pero según algunas versiones de la leyenda, el joven Manco traicionó celosamente a sus hermanos mayores, los mató y luego se convirtió en soberano del Cuzco.

## Cosmovisión

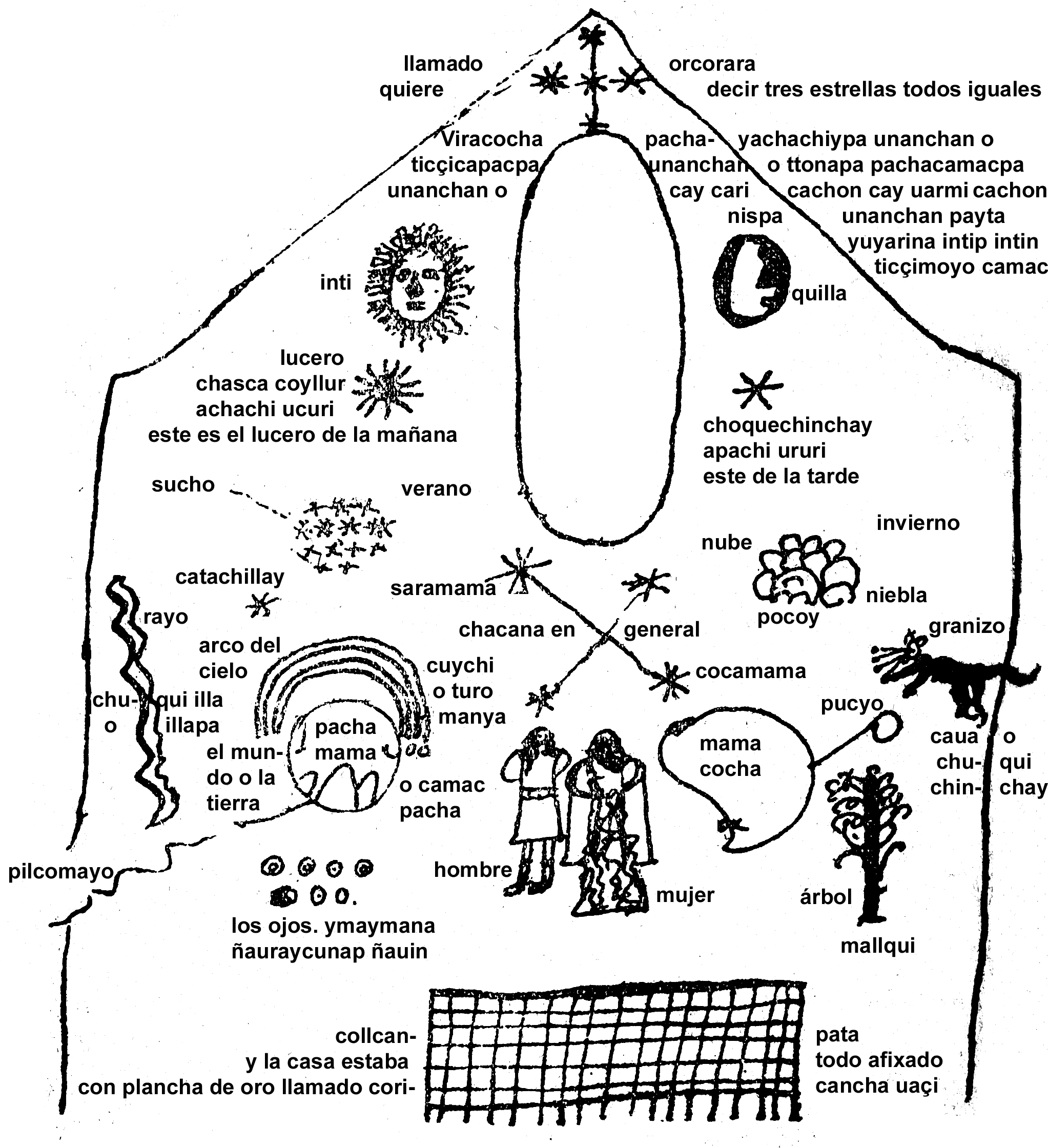
Representación de la cosmología de los Incas, según Juan de Santa Cruz Pachacuti Yamqui Salcamayhua (1613), después de una imagen en el Templo del Sol Qurikancha en Cusco, con Inti (el Sol), Killa (la Luna), Illapa (el Rayo), Pachamama (Madre Tierra), Mama Qucha (Madre del Mar) y Chakana (Cruz del Sur) con Saramama (Madre Maíz) y Kukamama (Madre Coca).

El espacio andino era concebido en dos niveles diferentes: horizontal y vertical. En el plano horizontal, los incas veían el mundo de manera dual: Hanan y Hurin (arriba y abajo). Estas dos mitades eran divididas, a su vez, en otras dos, dando origen a la cuatripartición. Esta división era entendida como complementariedad, oposición y reciprocidad. Mientras que, a nivel vertical, el espacio estaba dividido en tres Pachas:
1. Hanan Pacha (mundo de arriba, celestial o supraterrenal): era mundo celestial y solo las personas justas podían entrar en ella, cruzando un puente hecho de pelo. En la tradición andina se definió al Hanan Pacha como el mundo superior donde habitan los dioses como: Viracocha, Inti, Mama Quilla, Illapa, etc. (Lo que se ve, pero no se puede controlar).
2. Kay Pacha (mundo del presente y de aquí): en la cosmovisión andina, Kay Pacha es el nombre del mundo terrenal, donde habitan los seres humanos y pasan sus vidas. Habitan los dioses como: Pachamama, señora de la Tierra; Mama Sara, señora de los frutos y plantas; Pariacaca, señor de las aguas; entre otros dioses. (Lo que se ve y se puede controlar).
3. Hurin Pacha  (mundo de abajo o mundo de los muertos): en la mitología andina, Hurin Pacha era el mundo de abajo o mundo de los muertos, de los niños no nacidos y todo lo que estaba debajo de la superficie de la Tierra o del mar. Las fuentes, cuevas u otras de las aberturas de la superficie terrestre eran considerados líneas de comunicación entre el Hurin Pacha y el Kay Pacha. Pero no lo veían como un infierno de "castigo", como le ve la religión cristiana, sino como otro mundo de estadía. Habitan los dioses como: Supay, el dueño de este mundo; Mama Cocha, señora de las tempestades y la vida marina; Pachacamac, señor de los temblores y los maremotos; entre otros. (Lo que no se ve y no se puede controlar). El Uku pacha o el mundo de adentro (mundo de la eterna oscuridad) era la zona más profunda del Hurin pacha (inframundo inca), los españoles confundían esos dos vocablos en sus crónicas creyendo que era lo mismo.
Existe evidencia de que existe otros dos mundos llamados Hawa Pacha o el mundo de afuera (lo que existe pero nuestros sentidos no pueden percibir) y el Hakaq Pacha o Haqay Pacha ( mundo del más allá o de los espíritus).
El medio ambiente y la geografía también fueron parte integral de la mitología Inca. Muchas características naturales prominentes dentro del Imperio Inca estaban vinculadas a importantes mitos y leyendas entre los incas. Por ejemplo, el lago Titicaca, un importante cuerpo de agua en el Altiplano, se incorporó a los mitos incas, como el lago de origen a partir del cual comenzó el mundo. De manera similar, muchos de los picos andinos prominentes desempeñaron papeles especiales dentro de la mitología de los incas. Esto se refleja en los mitos sobre la montaña Paxil, de la cual se dice que las personas fueron creadas a partir de granos de maíz que fueron esparcidos por los dioses. Los entornos terrestres no eran el único tipo de entorno importante para la mitología. Los incas a menudo incorporaron las estrellas en leyendas y mitos. Por ejemplo, muchas constelaciones recibieron nombres y se incorporaron a historias, como las formaciones estelares de la Gran Llama y el Zorro. Aunque quizás no se relacione con una sola característica física per se, el sonido ambiental fue extremadamente importante en la mitología inca. Por ejemplo, en el mito de la creación de Viracocha, el sonido de la voz del dios es particularmente importante. Además, los mitos se transmitían oralmente, por lo que la acústica y el sonido de un lugar eran importantes para la mitología inca. Estos ejemplos demuestran el poder que tenía el medio ambiente para crear y experimentar los mitos incas.

## Deidades
La mitología andina prehispánica era animista, perfilaba a los astros y a los grandes hechos y fenómenos geográficos como deidades en sí mismas. El único dios en sentido pleno de la palabra fue Viracocha, el dios creador. Otros dioses importantes eran el sol (Inti), la luna (Mama Quilla) protectora de las mujeres, la tierra (Pacha Mama) de la fertilidad agrícola, y el rayo (Illapa) trinidad del rayo, trueno y relámpago, y dios de la guerra.
Al igual que los romanos, los incas permitieron que las culturas que integraban en su imperio mantuvieran sus religiones individuales. A continuación, se muestran algunos de los diversos dioses adorados por los pueblos del imperio inca, muchos de los cuales tienen responsabilidades y dominios superpuestos. A menos que se indique lo contrario, se puede suponer con seguridad que estos fueron adorados por diferentes ayllus o adorados en determinados estados anteriores.
- HuiracochaImagen del Dios Huiracocha en la Puerta del Sol de Tiahuanaco

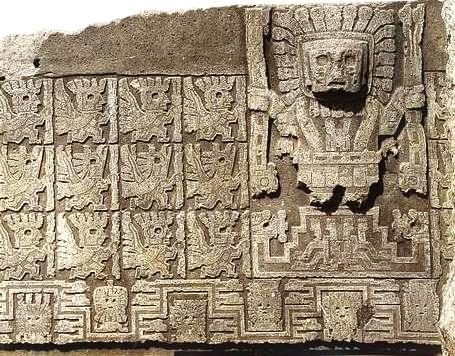
Imagen del Dios Huiracocha en la Puerta del Sol de Tiahuanaco

Huiracocha (en ortografía quechua: Wiraqucha) era considerado como el esplendor originario o El Señor, Maestro del Mundo. En realidad, fue la primera divinidad de los antiguos habitantes andinos, a saber, los habitantes de Chavín, Huari y especialmente los tiahuanacos, que provenían del lago Titicaca. El culto al dios creador supuso un concepto de lo abstracto y de lo intelectual, y estaba destinado solo a la nobleza.
Viracocha al igual que otros dioses, fue un dios nómada. Según los mitos, surgió de las aguas y creó el cielo y la tierra. Tenía un compañero alado, el Pájaro Inti, una especie de pájaro mago sabedor de la actualidad y del futuro. Este pájaro mago no es otro que el Corequenque de las tradiciones orales, el picaflor de oro, mensajero de los dioses, cuyas plumas servían para la mascaypacha o corona del emperador Inca.
Viracocha es representado con dos varas, que al parecer eran realmente estólicas (propulsalanzas) o warak'as (hondas gigantes andinas).
Aparte del gran Viracocha y su corte terrenal de Amautas, o sabios y primeros sacerdotes y administradores, el segundo cordón de clérigos, la nobleza militar y los ayllus o gremios, regidos hasta en su más mínimo movimiento por la ley del Inca, el pueblo llano tenía su panteón con otros dioses menores, a los que probablemente le resultaba más sencillo y cercano dirigirse en busca de favores y soluciones.
En total, y según algunas tradiciones orales, Viracocha, el primer Sol del mundo antiguo (Ñawpa pacha), el creador con su corte, tuvo cuatro hijos: Kon o Wakon, Mallku, Vichama y Pachacámac. También guardan relación con los cuatro hermanos del mito de los hermanos Ayar, uno de los mitos de la creación del Imperio inca.
- Inti

De acuerdo con la mitología Inca, Inti es el dios Sol, así como una deidad patrona del Imperio Inca. Su origen exacto se desconoce, la historia más común dice que él es hijo de Viracocha, dios de las Varas, dios creador de la civilización.
El Sol es un factor importante de la vida, pues ofrece calor y luz, por eso el Dios Inti es también conocido como el dador de la vida. Fue adorado por la mayoría de agricultores que confiaban en él para recibir abundantes cosechas. Aunque era el dios más venerado después de Huiracocha, recibió el mayor número de ofrendas. El Sapa Inca, como gobernante imperial, reivindicó su origen divino, al adjudicarse ser descendiente del propio dios "Inti" o "Sol".
El dios Inti obtendría mayor protagonismo en el panteón divino del Imperio Inca luego de la victoria de estos sobre los chancas durante el reinado del inca Pachacútec, adjudicándole este su victoria.
- Illapa

Illapa (palabra en quechua para designar al rayo; también conocido como: Apu Illapa, Ilyap'a, Chuquiylla, Katoylla, Intillapa o Libiac) era el dios del rayo, el trueno, el relámpago, la lluvia y la guerra.
Pese a que su nombre sugiere su entera relación con el fuego celeste, Illapa no era resumido a ser un dios del rayo enteramente. Al igual que otros dioses andinos, Illapa era poseedor de múltiples atribuciones. Sus atribuciones lo definían como el dios del cielo, de los fenómenos atmosféricos, de la guerra, etc.
El dios Illapa no solamente encarnaba la energía pura del rayo sino que encarnaba al cielo y los fenómenos atmosféricos originados en la bóveda celeste. Como divinidad soberana del clima, estaba en su voluntad las condiciones óptimas para la vida. A manera de hacer escarmentar a la humanidad, la divinidad manifestaba su decepción enviando catastróficas granizadas, tormentas e inundaciones para aniquilar a los transgresores y acabar con los cultivos que son la base del sustento del imperio. De lo contrario, la divinidad proveerá la caída del liquido celeste para la fertilización de la Tierra y, de esta manera, las cosechas y cultivos pueden considerarse fructíferos. Este último punto vincula a la deidad celeste con la agricultura y la fertilidad.
Otra de las atribuciones destacadas de Illapa era la guerra, puesto que su figura jugaba un papel primordial en contextos bélicos. Illapa fungía como el principal numen protector de las campañas militares incas durante la expansión del Tahuantinsuyo.
A raíz de sus antedichas facultades, Illapa fue considerado el tercer dios más importante dentro del panteón incaico. Su culto era superado solamente por el culto consagrado al dios Viracocha e Inti.
A Illapa se lo representa como un imponente hombre de brillantes vestiduras de oro y piedras preciosas que habitaba en el mundo superior. Asimismo, Illapa era poseedor de dos poderosas armas divinas: una warak'a y una makana de oro. Dichas armas simbolizan su soberanía sobre el cielo, el clima y su facultad como dios bélico dentro del imperio. Según el cronista Bernabé Cobo, otra representación que los incas le daban a Illapa era la de un guerrero formado por estrellas en el mundo celestial.
Sus ritos tomaban lugar en las más altas montañas, pues creían que Illapa habitaba en ellas. Sus ritos consistían en danzas, cánticos, fiestas y sacrificio de animales (en periodos de suma necesidad, también se efectuaban ofrendas humanas). Al igual que otros dioses incaicos, Illapa era un dios poliforme, es decir, podía transformarse y aparecer bajo cualquier forma; no obstante, la divinidad tenía un predilección por manifestarse en el mundo terrenal bajo la forma de un puma o un halcón.
Existe una leyenda que rezaba que Illapa guardaba agua que sacaba de la Vía Láctea en un urpu y se lo entregaba a su hermana Mama Quilla para que la cuidase. Al llenarse dicho urpu, Illapa lanzaba un proyectil de su huaraca al aribalo produciendo un estruendo que provocaría el trueno, el rayo vendría a ser las chispas producidas por el impacto y finalmente la salida del agua sería la lluvia.
Se dice que los incas, para atraer la atención de la deidad para que esta produjera la lluvia, amarraban perros negros y los dejaban sin comida ni bebida. Pasaría un tiempo en el que estos animales empezarían a sollozar de dolor por hambre y sed. Esto hacía que el dios Illapa se apiadase de ellos y mandara la lluvia para evitar sus muertes. También se menciona que si los perros llegasen a morir, esta deidad demostraba su furia mandando un poderoso rayo que se encargase de fulminar sin dejar rastro de los culpables de la muerte de dichos animales.
Illapa tenía lugar en el Coricancha así como el dios Inti y otros dioses adicionales. La iglesia de San Blas (Cuzco) fue edificada sobre un templo en la que se rendía culto a este dios. Se cree que Sacsayhuamán habría sido usado tanto como fortaleza militar como templo ceremonial, dedicado a varias divinidades entre las que destacaba Illapa. Según el cronista Cristóbal de Molina, Illapa tenía su propio templo, el cual era conocido como Pucamarca.
- Mama Killa

Mama Killa (también como: Mama Quilla o simplemente Killa) se traduce del quechua como "Madre Luna". Considerada la madre del firmamento, era hermana y esposa de Inti, con quien compartía la igualdad de rango. De ella se tenía una estatua en el Templo del Sol, en el que una orden de sacerdotisas le rendía culto.
Naturalmente, a Mama Quilla estaba adscrito el fervor religioso de las mujeres, y ellas eran quienes formaban el núcleo de sus fieles seguidoras, ya que nadie mejor que la diosa  podía comprender sus deseos y temores, y darles el amparo buscado.
Los incas celebraban en su honor una gran fiesta denominada Coya Raymi. 
- Pachamama

Pachamama (también conocida como: Mama Pacha) se traduce generalmente como "madre Tierra o madre naturaleza", pero una traducción más literal vendría a ser "madre mundo". Era la diosa andina de la Tierra y la fertilidad que preside sobre la siembra y la cosecha. 
Pachamama era la esposa de Pachacámac, quien era considerado como el dios del cielo y las nubes, asociado también al fuego y a los terremotos. La unión de la Pachamama junto a Pachacámac vendría a representar la unión de la tierra y el cielo. 
Pachamama también es una omnipresente e independiente deidad que tiene su propio poder creativo autosuficiente para sostener la vida en la Tierra. Sus santuarios son piedras sagradas o troncos de árboles legendarios. Era representada como una mujer adulta que lleva la cosecha de papas y hojas de coca. Otra representación de esta diosa es la de un dragón. Asimismo,  era simbolizada con un espiral.
Dentro de la cosmovisión andina, la Pachamama se consideraba la madre de los cerros y los humanos ya que no solo cuida lo material sino también de lo espiritual; protectora de la naturaleza, proveedora de agua y de alimentos favoreciendo la fertilidad de la Tierra y que cobija a los seres humanos a cambio de ayuda y protección. Los incas promovían la mayor veneración hacia a ella y por lo tanto su culto era importante, porque de ella dependían el éxito de las cosechas del imperio. Si bien es considerada un espíritu bondadoso y colaborador de las actividades humanas, puede también resultar hostil a quienes no respetan la naturaleza; su rencor se muestra a través de sequías, terremotos o hacer que el clima sea poco propicio para el cultivo de alimentos.
- Pachacámac

Pachacámac (también como: Pachakamaq) proviene del quechua y tiene por significado "alma de Tierra" o "el que anima el mundo/universo". Al igual que otros dioses andinos, Pachacámac era un dios atribuido a muchos elementos; no obstante, se lo establece comúnmente como un dios creador de carácter ctónico. Este dios fue adorado por la Cultura Ichma, Wari, Lima, Chancay y Chincha.
De los múltiples elementos asociados a Pachacámac, se encuentran: el fuego, el cielo, la noche, la tierra, los terremotos, etc.
Comúnmente se le considera como una reedición del dios Huiracocha. El poder e influencia del dios Pachacámac era tal, que los incas pensaron que, Pachacámac era el nombre que los habitantes de la costa le daban a Huiracocha. Pese a estas semejanzas, se tratarían de dioses distintos.
Su representación se encuentra en un ídolo de madera encontrado en el santuario de Pachacámac. Dicho ídolo posee doble rostro que viene a representar la dualidad, bastante presente en la cosmovisión de los antiguos peruanos.
Al parecer, Pachacámac estaría asociado a los canidos. Esto a raíz de diversas descripciones ofrecidas por muchos cronistas. Ellos mencionan que, al llegar los españoles a su santuario, se encontraron con el ídolo de un zorro hecho de oro. En dicho santuario también se han logrado encontrar múltiples enterramientos de perros.
Los antiguos peruanos tenían el pensamiento de que bastaba un solo movimiento de su cabeza para producir cataclismos masivos, y si se movía completamente, el mundo llegaría a su extinción. Esto se debe a que Pachacámac era un dios oráculo capaz de predecir el futuro y controlar los movimientos de la Tierra. Debido a esto, Pachacámac también es conocido como el "dios de los temblores".
Se le conoce como el dios creador de la segunda generación de seres humanos. De acuerdo con un mito que explica la creación, Kon fue el creador del todo, pues él fue quien creó el cielo, la tierra y todos los elementos existentes. Asimismo, Kon creó a la primera generación de seres humanos; no obstante, debido a la desidia de estos hacia su creador, Kon los castigó con la infertilidad de las tierras que, anteriormente, eran edénicas e irradiaban exuberante fertilidad. A manera de mostrar misericordia, el dios Kon se limitó a suministrar a la humanidad de rios para que ellos, a base de mucho esfuerzo, puedan abastecerse y subsistir. Posteriormente, el mundo contempló el advenimiento del poderoso Pachacámac, quien llegó para imponer un nuevo orden en la creación. Este último enfrentó a Kon en una larga y violenta batalla que remeció toda la Tierra. La batalla tuvo como desenlace la victoria del dios Pachacámac y el exilio del dios Kon.
Tras la derrota de Kon, Pachacámac destruyó toda la creación de Kon y la moldeó a su voluntad. A los humanos que el dios Kon creó, Pachacámac los terminó por convertir en zorros, monos, aves, entre otros animales. Este dios los envió a poblar los diversos valles que yacen en la costa. Posteriormente, Pachacámac procedió a crear la nueva generación de seres humanos, este les proveyó una cantidad mayor de agua y mejor capacidad de dominar las tierras cultivándolas a placer. En agradecimiento, los humanos construyeron un templo cerca de la actual ciudad de Lima, el templo de Pachacámac.
El dios Pachacámac era sumamente respetado; pues no se le podía mirar directamente a los ojos e incluso sus sacerdotes entraban de espaldas a verlo. Debido a su potente influencia, los incas lo adoptaron en el panteón como parte del mito de la creación de los incas. A los grandes templos solamente entraban los altos dignatarios, pero los peregrinos del común podían observar y hacer sus propios sacrificios en las plazas.
- Chasca Coillur

Chasca Coillur (en ortografía quechua: Ch'aska Quyllur) es la personificación del planeta Venus. Los incas la establecieron como la diosa de la belleza, autora de las flores y protectora de las doncellas.
La diosa Chaska era descrita como una bella mujer celestial de extensa cabellera rizada. Fue el hecho de ser la estrella más hermosa entre todas las demás lo que hizo que el Sol la considerase su paje.
De acuerdo con algunas crónicas, Chaska era la responsable de enviar el agua celeste a la Tierra cuando ella sacudía su hermosa cabellera rizada. Otras fuentes afirman que ella es dueña de un cantarillo, el cual es destruido por un hermano suyo; de esta forma, se forman diversos fenómenos atmosféricos además de la lluvia.
- Mama Cocha

Mama Cocha (también como: Mama Qucha) viene del quechua y se traduce como la "madre de las aguas" o "madre de los mares". Mama Cocha es la diosa del mar y todo lo relacionado con las aguas. En algunas leyendas, ella viene a ser la madre de Inti y Mama Quilla con Viracocha.
Se describe a Mama Cocha como una diosa de gran belleza, pálida y joven quien estaba casada con Viracocha. Mama Cocha era la diosa que les enseñó a los incas sobre la agricultura y la creación de casas, caminos, templos, fortalezas y demás, viviendo en el Hanan Pacha.
Mama Cocha es considerada como una de las cuatro madres elementales; entre ellas, se encuentra a Mama Nina (madre del fuego), Pachamama (Madre tierra) y Mama Wayra (Madre de los vientos). Teniendo como dato curioso que ella junto a Pachamama y Mama Quilla formen las tres fases de la Luna.
Sus poderes se derivaban del agua, representando al mar y sus respectivas mareas, al igual que los lagos, fuentes naturales y ríos. Se tenía la creencia de que sus hijos eran los manantiales.
Era considerada una diosa muy importante para los incas, pues esta tenía un rol muy fundamental para la buena pesca, protegiendo a los pescadores de maremotos, entre otros desastres, y al hacer que las mareas fueran buenas para la navegación. También cumplía el rol de producir la lluvia para abastecer los cultivos.
- Kuychi

Kuychi (también como: K'uychi, Cuychi, Kuyuchi o Cuyuchi) es la personificación del arcoíris. Su figura tenía múltiples interpretaciones; sin embargo, su presencia estaba mayormente considerada como un mal presagio, pues estaba asociado con la muerte y las enfermedades.
Al igual que otros dioses andinos, Kuychi es descrito como una entidad ambivalente. La entidad multicolor fue considerada un símbolo de prosperidad, así como también, fue vinculada con la aparición de enfermedades y el mal augurio.
- Supay

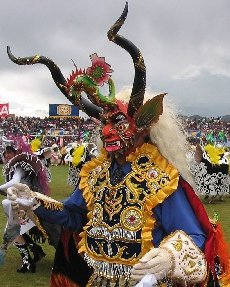
Supay, dios de la muerte, como se interpreta en un festival de carnaval

Supay era tanto el dios de la muerte como el gobernante del Uku Pacha, así como una raza de demonios. Supay es colocado comúnmente como la personificación de toda la maldad. Sin embargo, Supay era un dios ambivalente, podía ser considerado tanto malo como bueno.
Las antiguas leyendas mencionaban que Supay iba más allá de la maldad que evocaba. Debido a que él es descrito como el protector y guía del camino que toman los muertos. Rol muy similar al del dios egipcio Anubis.
Supay fue creado por Viracocha, con el propósito de mostrar a la humanidad que siempre habrá maldad en el mundo, pero no la suficiente. Debido a esto, los incas creyeron que él era un ser que equilibraba la balanza entre el bien y el mal. El hecho de que Viracocha lo haya creado, lo hace hermano del dios Inti, Illapa y Mama Quilla.
Podía ser benevolente con los vivos de su agrado y con los que tenían una muerte digna, pero era terrible y malvado con el resto, tanto en el mundo inferior como en el mundo terrenal, porque podía inclinar la balanza de la mala suerte con solo pensarlo.
Supay era cruel y se burlaba de los sufrimientos ajenos, de las creencias y hasta los conocimientos, porque lo ponía todo en duda, y era capaz de cambiar las ideas y los pensamientos, haciendo del hombre santo un malvado, y de un hombre sabio un loco sin conciencia ni conocimiento.
Uku Pacha, era su hogar natural, pero podía ir y venir de la tierra al cielo cuando se le antojara, extendiendo un manto de terror y desazón por donde pasaba, recordándole a todos y cada uno, dioses o humanos, que estaban siempre bajo la amenaza de la destrucción, la desaparición y la muerte, con lo que cualquier cosa que creyeran hermosa o segura, podía desaparecer en un instante y para siempre, frustrando todos los sueños y los planes de los dioses y los hombres.
Supay también fue creador de hombres, pero le salieron a su imagen y semejanza convirtiéndose con el tiempo en terribles demonios de las profundidades, de los caminos, de las montañas, de las aguas, de la selva y de las cuevas.
Los españoles lo asimilaron con el diablo, pero en las tradiciones y leyendas andinas supay aparece como huaca de la buena y mala suerte, del amor sexual o del enamoramiento, de la trasgresión y de la aventura, de los excesos y de la diversión que no se toma la vida en serio, porque la vida es pasajera y nada seria.
- Kon

Kon (también conocido como: Wakon) era el dios del viento y la lluvia. Se menciona que vino desde el Norte, apareciendo por primera vez en el mar. Kon era originalmente una deidad de la costa peruana, específicamente de la cultura Paracas y Nazca, los incas más tarde lo incluirían a su panteón.
El dios Kon era una divinidad eminentemente voladora, puesto que su apariencia era deshuesada y descarnada (carecía de huesos y carne); no obstante, su forma era humana. Kon era representado como un ser con rostro de felino, aunque se cree que usaba máscaras felínicas. Debido a estas características, este dios es conocido bajo el apelativo de "felino volador". En muchas de sus representaciones Kon portaba cabezas trofeo y un báculo. Debido a sus prominentes ojos, también es conocido como el "dios oculado". En algunos huacos y cerámicas, Kon era descrito también como un hombre con rasgos de ave.
Se le conoce como el dios creador de la primera generación de seres humanos. De acuerdo con un mito de la creación, Kon fue el creador del todo, pues él fue quien creó el cielo, la tierra y todos los elementos existentes. Una vez realizada la creación, Kon creó a la humanidad para que poblara al mundo; no obstante, debido a la desidia de estos hacia su creador, Kon los castigó con la infertilidad de las tierras que, anteriormente, eran edénicas e irradiaban exuberante fertilidad. A manera de mostrar misericordia, el dios Kon se limitó a suministrar a la humanidad de rios para que ellos, con mucho esfuerzo, puedan abastecerse y subsistir. Posteriormente, el mundo contempló el advenimiento del poderoso Pachacámac, quien llegó para imponer un nuevo orden en la creación. Este último enfrentó a Kon en una larga y violenta batalla que remeció toda la Tierra. La batalla tuvo como desenlace la victoria del dios Pachacámac y el exilio del dios Kon.

#### Deidades menores y/o de culto regional
Como se detalló anteriormente, aparte del gran Viracocha y el culto a los dioses generales del panteón incaico, la población común tenía su propio panteón de dioses regionales y/o menores. De manera semejante a los romanos, los incas autorizaron que las religiones pertenecientes a las culturas integradas dentro del imperio se mantuviesen. Esto se efectuaba bajo la siguiente condición: aceptar la hegemonía del culto solar por encima de sus costumbres y/o tradiciones anteriores. Muchos de estos elementos culturales fueron integrados de una u otra forma dentro de la mitología incaica. Por nombrar un ejemplo, se tiene al dios Illapa, cuyo culto fue forjado para poder oficializar a otros dioses atmosféricos dentro del panteón incaico. A pesar de ello, el culto hacia estas divinidades permaneció mayormente dentro de su región respectiva:
- Amaru era una deidad serpiente o dragón a menudo representada como una serpiente alada, con ojos cristalinos, hocico rojizo, cabeza de llama, cuernos de taruka y cola de pez. Dependiendo de las variaciones del Amaru, ya sea en las diversas características animales, nombres o tonalidad de su piel según cuenta la leyenda, siempre estuvo presente la forma ofídica del Amaru. En la mitología inca, el Amaru era símbolo de sabiduría, por lo que se colocaba la imagen de dicho ser totémico en los niños de las Casas del Saber “Yachaywasikuna”. El Amaru está asociado a la economía del agua, que riega las tierras agrícolas, simbolizando la vitalidad del agua que permite la existencia del pueblo aimara. Así la deidad Amaru simboliza el agua que corre por los canales de riego, ríos y manantiales y que hace posible que las semillas del cultivo se transformen en hortalizas. El Amaru es un ser mítico que también está relacionado con el inframundo, la tierra y los terremotos. A pesar de que los Amarus son deidades benefactoras, los Amarus suelen tener un comportamiento hostil hacia los humanos.

- Apu era un dios o espíritu de las montañas. Todas las montañas importantes tienen su propio Apu, y algunas de ellas reciben sacrificios para resaltar ciertos aspectos de su ser. A algunas rocas y cuevas también se les atribuye el mérito de tener su propio Apu.[17] Los principales ‘Apus’ incas eran los de Salkantay y Ausangate.

- Los Auquis asumían la vigilancia de cada poblado.

- Axo Mama (también conocida como: Acsumama o Ajomama) su nombre proviene del quechua y significa "madre de las papas". Axo Mama es la diosa de las papas en la mitología incaica. Es una de las hijas de Pachamama, la madre Tierra. Las papas forman una parte vital del suministro de alimentos de los incas, y la mayoría de las aldeas tendrían una papa de forma particular para adorar y pedir una buena cosecha.

- Cahuillaca era una diosa virgen mencionada en el manuscrito de Huarochirí. Se dice que ella comió una fruta, que en realidad se encontraba con el simiente del dios Cuniraya. Esto provocó que la diosa quedase encinta. Cuando Cahuillaca dio a luz, hizo una reunión con los dioses de la región y exigió que el padre diera un paso al frente. Nadie lo hizo, así que puso al bebé en el suelo y este se arrastró hacia Cuniraya. Cahuillaca despreciaba a Cuniraya y, al enterarse de que él era el padre, se avergonzó tanto que corrió hacia las costas del Perú. Más concretamente, Cahuillaca tenía al mar como lugar de destino. Ya en dicho lugar, ella se transformó a sí misma y a su hijo en islas, que actualmente se conocen como las Islas Pachacámac.

- Catequil (también conocido como: Apocatequil o Apu Catequil) era el dios pre-inca del rayo, el día y el bien. Su culto se extendió desde Quito hasta el Cusco. Variante regional del dios Illapa.

- Chaupiñamca (también como: Chawpi Ñamka) es una divinidad considerada la contraparte femenina del dios Pariacaca. Al igual que este último, Chaupiñamca tenía cinco hermanas, siendo ella la mayor de las hermanas Ñamca. Es representada como una piedra yerta de cinco alas.

- Chuquisuso y Capyama eran diosas guardianas de las bocatomas de las acequias que regaban las tierras de cultivo, o como Manañamca vigilante de las lagunas.

- Coyllur es una divinidad celeste, cuyo nombre proviene del quechua y significa literalmente "estrella". Coyllur es la diosa de todas las estrellas dentro del panteón incaico.

- Cuniraya Huiracocha (también conocido como: Cuniraya) era el fruto de la fusión o sincretismo entre una huaca local y el dios creador Huiracocha. Al igual que otros dioses y/o huacas, este dios se hallaba prendado de una hermosa diosa llamada Cahuillaca. En aquel momento, Cahuillaca era una diosa virgen; no obstante, el sagaz Cuniraya insertó su simiente en una fruta y la dejó caer cerca de la anhelada doncella. Al ver la apetitosa fruta, Cahuillaca comió la fruta y quedó encinta.

- Copacati (también conocida como: Kopacati o Kopakati) era la diosa pre-inca de los lagos y la lluvia.

- Ekeko era un dios del hogar y la riqueza. Los antiguos hacían muñecos que lo representaban y colocaban una versión en miniatura de sus deseos en el muñeco; se creía que esto hacía que el usuario recibiera lo que deseaba.

- Huamancantac (también conocido como: Guamancantac) era el dios costero del guano. A raíz de esto, él era comúnmente llamado como el "señor del guano". Estaba asociado a las aves guaneras y, a su vez, era representado como un ídolo o huaca. Las poblaciones costeras le rendían culto con el propósito de que la deidad les permitiese extraer el guano para su uso en la agricultura y la pesca.

- Huallallo Carhuincho (también conocido como: Wallallo, Wallallu Karwinchu o Qalalu Karwancho) era el dios del fuego, los volcanes y la sequedad de los pueblos yungas, más concretamente, de los Huancas. Huallallo es considerado el némesis y/o deidad antagónica de Pariacaca, el dios del agua, los vientos y las lluvias torrenciales.

- Huari (también conocido como: Guari) era el dios principal de la cultura chavín. Tiempo después de la caída de los Chavín, la etnia Huari continuó rindiendo culto a esta deidad a tal grado de establecerlo como su dios creador y principal. Para ellos, Huari fue el dios gigante del Sol, el agua y la agricultura.

- Huaytapallana era un dios que tuvo un rol importante durante las épocas de sequía. En otras leyendas, Huaytapallana era una mujer de cautivadora belleza, ella era la hija de Huallallo Carhuincho. Huaytapallana se enamoró del joven Amaru, el hijo de Pariacaca. Ambos padres tenían una enemistad mutua antes de este evento, enemistad que le llevó a Huallallo matar a Amaru. Pariacaca, entristecido por la muerte de su hijo, envió una poderosa inundación que ahogó a Huaytapallana. Ambos dioses, ya muy encolerizados, tuvieron un violento combate que arrasó con todo lo que había a su paso. Cuando la batalla terminó, Pariacaca fue el vencedor. El derrotado Huallallo, muy enojado, se convirtió en devorador de hombres, pues este culpa a estos de su miseria. Huiracocha, viendo estas atrocidades, castigó a Huallallo y a Pariacaca por sus crueldades convirtiéndolos a ambos en enormes nevados.

- Hurkaway era una divinidad ctónica que representaba todo lo que estaba bajo la Tierra. Se la representaba como una serpiente guardiana que asechaba en el Uku Pacha. Otra representación que tiene Hurkaway es la de una mujer con características de serpiente. Se cree que esta divinidad es en realidad Urcaguary, la divinidad inca de los metales y los tesoros.
- Khunu (también conocido como: Kjunu o Khuno) era el dios de la nieve, la helada, el frió y la tempestad. Era un antiguo dios aymara, representa fuerzas destructivas y el caos, y en las historias tradicionales se muestra como un dios que busca castigar a los humanos cuando estos se vuelven ingratos, egoístas o desobedientes.[18][19][20][21][22]

- Kolash (también conocido como Colash) fue el dios de las aves y sus trinos. Kolash nació como un pájaro para después convertirse en humano, similar al dios Pariacaca. Kolash representa el todo absoluto, es decir es la explicación para el ser de todas las cosas. Su cuerpo es macizo, posee anchos brazos, con los cuales, sostiene a todo el universo. Otra característica de Kolash, es su espalda de contextura gruesa, de forma trapezoidea. Además se dice que Kolash posee una gran nariz, cuyo tamaño es símbolo de virilidad y además se le atribuyen propiedades curativas.[23]

- Mallko era conocido como el primer hijo del dios Sol (Huiracocha o Inti) en el mito de Vichama. Esto establecía a Mallko como hermano de Vichama y medio hermano de Pachacámac y Kon. Cuando Pachacámac despedaza su cuerpo para crear los alimentos, de los restos del ombligo y cordón umbilical de Mallko, el dios Sol crea otro nuevo niño. Este nuevo niño sería conocido como Vichama. En otras representaciones, Mallko era el dios inca de la ley.

- Mallku (espíritus de las montañas) era una deidad que representa el espíritu y la fuerza de las montañas.

- Mama Allpa era una diosa de la fertilidad representada con múltiples senos.

- Mamacoca era la diosa de las hojas de coca, la felicidad y el bienestar.

- Mama Nina (Madre del Fuego) era la diosa de la luz, el fuego, los volcanes.

- Mama Quinoa era la diosa de los granos de quinoa.

- Mama Rayhuana era diosa de la flora y fauna, fuente de energía y fecundidad. Asimismo, bajo la protección de esta diosa se hallaban vastos territorios cultivados de papa, maíz, ollucos, mashua y quinua.
- Mama Sara (también como: Sara Mama) su nombre proviene del quechua y se traduce como "madre del maíz". Mama Sara era la diosa del grano. Se la asociaba con el maíz que crecía en múltiplos, los cuales son casos particulares. Estas peculiares plantas a veces iban vestidas como muñecas de Mama Sara. También se la asoció con los sauces.
- Kuka Manka (constelación de la copa de la coca) era una constelación que cuidaba de las hierbas mágicas.
- Sara Manka (constelación de la copa de maíz) era una constelación que cuidaba de los alimentos vegetales.

- Mama Wayra (Madre de los Vientos) era la diosa del aire y del viento, protectora de las aves. Era considerada como una diosa purificadora.

- Manañamca era una divinidad maligna femenina, consorte de Huallallo Carhuincho. Al igual que su pareja, Manañamca se dispuso a enfrentar a Pariacaca; no obstante, este último la derrota y la arroja hacia el mar.

- Mirahuato y Llacsahuato eran diosas hermanas de la diosa Chaupiñamca. Al igual que las otras, ambas diosas estaban asociadas a la fertilidad y la alimentación.

- Pariacaca (en ortografía moderna quechua: Parya Qaqa) era el dios del agua en la mitología preincaica, proveniente de la etnia de los Yauyos para ser más precisos. Era un dios de las tormentas y considerado un dios creador. Nació halcón al igual que sus cinco hermanos para luego convertirse en Kolash (humano proveniente del nido). Posteriormente, fue adoptado por los incas a su panteón. Pariacaca es considerado variante regional del dios Illapa.
- Puñuy (también como: Puñui) era una deidad asociada a los sueños y al acto de dormir. En el Cusco existía un santuario dedicado a esta deidad. En él se ejecutaban rituales con el fin de obtener un buen sueño y no morir durmiendo.[24]

- Paricia era un dios que envió una inundación para matar a los humanos que no lo respetaban adecuadamente. Posiblemente otro nombre para Pariacaca.

- Pikiru (también conocido como: Piguerao) era el dios de la noche y el mal. Él, junto a su hermano Catequil, fueron dioses gemelos tutelares.

- Pusikaqcha (también como: Pusikajcha, Pusikakcha o Pusicakha) fue un antiguo dios creador venerado por los diversos pueblos aimaras ubicados en el altiplano. Posiblemente, el dios Pusikaqcha era un equivalente y/o nombre alterno de los dioses Huiracocha e Illapa.

- Qhaxra-kamayuq fue una deidad guardiana que se esforzaba por evitar que los ladrones entraran en la casa.

- Qhoa (también conocido como: Chuqui Chinchay) era un dios cuya forma era la de un colosal felino quimérico, es decir, reunía múltiples atributos de otros animales. Esta divinidad encarna diversos astros y fenómenos atmosféricos.

- Rímac y Chaclla fueron dos dioses hermanos quienes se inmolaron para acabar con una sequía que azotaba la costa en la antigüedad. Rímac se convirtió en un río y Chaclla se volvió la lluvia.

- Rucanacoto (también conocido como: Runacoto) es una divinidad asociada a la virilidad masculina, pues a él acudían las personas con el miembro viril corto con el propósito de que la divinidad se los hiciera crecer.

- Temenduare y Arikute fueron dioses hermanos que, con sus enfrentamientos, originaron un diluvio. Esto a raíz de conjurar a un ser bestial provisto de cien patas de agua. Se piensa que Temenduare y Arikute son otros nombres de los dioses Vichama y Mallko.
- Tumayricapac (también conocido como: Tumayriqhapaq, Tumayriqhapa, Tumayricapa) era un dios preincaico originario de la zona de Chinchaycocha. Fue adorado por los Yaros o Llacuaces de Chinchaycocha como dios del fuego, la fuerza, la industria y la ventura.[25]

- Tunupa era una deidad altiplánica. Según los mitos del Collasuyo, Tunupa puso orden en el mundo y muchas veces se le confunde con Ticsi Huiracocha. Tunupa estaba acompañado de Tarapacá y Taguapacá, quienes le ayudaban a ordenar el mundo, se le identificaba con los volcanes y los rayos, a los cuales él gobernaba. También tenía poder sobre el agua y ordenaba los aluviones.

- Tulumanya (también conocido como: Turumanyay) fue el primer arcoíris (arcoíris de los antiguos), de cuyo pecho nace el Amaru por orden del dios Huiracocha.

- Urcaguary (también como: Urcaguari o Urkawari) era la divinidad ctónica de los metales, las joyas y otros objetos subterráneos de gran valor. Su género es ambiguo, por lo que Urcaguary puede ser tanto una divinidad femenina o masculina. Se cree que Urcaguary vive debajo de las montañas, es decir, en lugares que componen al Uku Pacha. Son precisamente estos lugares donde esta divinidad reside, protegiendo abundantes tesoros y piedras preciosas de gente malvada y codiciosa que ose robárselos. Se le representaba con cuerpo de serpiente y cabeza de taruka. Su cola de serpiente estaba provista de cuantiosas cadenas de oro y piedras preciosas. Se cree que su cabeza de taruka se debe a su forma de pensar.

- Uru era el dios del tejido, de los quipus, de la palabra pero esta también conectado a la sacralidad de los antepasados originarios tanto que, utilizando las hebras antiguas en las telas y quipus el era dicho conectarlos a las raíces sagradas de los antepasados con la ceremonia de la urupyachana. Su aspecto era el de una araña.[26][27]

- Urpihuachac (también como: Urpayhuachac, Urpi Wachaq o Urpihuachay) era la diosa creadora de los peces y las aves. Es descrita como una mujer con rasgos de ave y pez. Originalmente pertenecía a la cultura chincha y más tarde, adoptada por los incas a su panteón como la esposa del dios Pachacámac en algunas leyendas.

- Urcuchillay era el dios inca del ganado y los animales. Era venerado principalmente por los pastores incas. Esto a raíz de que, gracias a esta deidad, los animales eran resguardados y se ampliaba la multiplicación de los mismos. Respecto a su representación, Urcuchillay estaba identificado con la constelación de Lira. Asimismo, Urcuchillay también es representado como una llama de múltiples colores.

- Vichama (también conocido como: Wichama, Villama o Atipa) era el hijo del dios Sol (Huiracocha o Inti) en el mito de Vichama. Esto establecía a Vichama como hermano de Mallko y medio hermano de Pachacámac y Kon. Vichama fue creado por el dios Sol a partir de los restos del ombligo y cordón umbilical de su hermano Mallko, el cual fue despedazado por la furia de Pachacámac. La confrontación entre Vichama y Pachacámac es una alusión a la batalla eterna entre dos fuerzas cósmicas opuestas que, al mismo tiempo, son complementarias: el día (Vichama) y la noche (Pachacámac). Asimismo, Vichama es una divinidad vinculada con la muerte, la venganza, y en menor medida, con la guerra.

- Wasikamayuq era el dios tutelar del hogar. Wasikamayuq era apoyado por otras deidades como el Qhaxra-kamayuq, ambos aseguraban la seguridad en los hogares.

- Yana Raman (también conocido como: Libiac Cancharco, Libiac Binac Vilca o simplemente Libiac) era un dios pre-inca del rayo. Considerado el creador por la etnia de los Yaros o Llacuaces. Una vez los Yaros fueron anexados por los Incas al Tahuantinsuyo, su divinidad principal pasó a reconvertirse en el dios Illapa.

- Yanañamca y Tutañamca son los dioses gemelos de la oscuridad y la noche. Reinaban el mundo al principio de los tiempos, antes de que los dioses se ocuparan de la Tierra. Huiracocha envía a Huallallo Carhuincho, dios del fuego, para que los venza y, a la vez, ilumine la Tierra, aunque este último se quedara aprovechándose de ella y devorándose a sus fieles.

## Creencias importantes
- Mama Ocllo era hermana y esposa de Manco Cápac. Se pensaba que les había enseñado a los incas el arte de hilar.
- Las mamaconas eran similares a las monjas y vivían en los santuarios de los templos (Acllahuasi). Dedicaron su vida a Inti, sirvieron al Inca y a los sacerdotes. Las jóvenes de la nobleza o de excepcional belleza eran formadas durante cuatro años como acllas y luego tenían la opción de convertirse en mamaconas o casarse con nobles incas. Son comparables a las vírgenes vestales romanas, aunque la sociedad inca no valoraba la virginidad como una virtud como lo han hecho las sociedades occidentales a lo largo de la historia.
- Un Pachacuti es un evento que trae un nuevo orden al mundo y/o universo por medio del caos. Este fenómeno también posee varias connotaciones, siendo el exponente más ilustre el Unu Pachacútec. Este último reza de una gran inundación enviada por Viracocha para destruir a los gigantes que construyeron Tiwanaku.
- Un huaca era un objeto sagrado tal como una montaña o una momia.
- El culto a los antepasados ha sido un elemento básico de la sociedad andina antes, durante y después del Imperio inca.[28] Las comunidades tradicionales de los Andes se conocen como ayllu, que son clanes familiares que tienen sus orígenes en un ancestro común. Una forma de culto a los antepasados practicada por los incas era la momificación y el respeto a los restos de sus familiares fallecidos. A estas momias se les proporcionaba comida, bebida, ropa y artículos de valor, se las consideraba vínculos con la familia y los dioses y se les consultaba cuando la familia necesitaba un consejo espiritual.[29] La panaca era una familia formada por todos los descendientes del Sapa Inca quedando excluido de esta familia únicamente el hijo y el heredero. La razón de esto es que el Auqui, príncipe heredero, forma su propia panaca. Una de las principales funciones de la panaca era mantener la momia y la memoria de los difuntos Sapa Incas.

## Lugares sagrados
El templo más importante del Imperio inca fue conocido como Coricancha ("El Templo Dorado" en quechua) el cual estaba ubicado en el corazón del Cusco inca y según la leyenda fue construido por Manco Cápac como un lugar de culto para la deidad principal del Inca, el dios Inti. Durante el reinado de Pachacútec, este templo albergó las riquezas del Imperio inca, tales como oro, importantes artefactos religiosos y efigies doradas de importantes deidades incas. El Coricancha está en el corazón de Cusco y es el punto de convergencia de los 41 caminos que salen de Cusco hacia el resto del imperio, con un sistema llamado ceque, que cumplió una función política, religiosa y administrativa en el Imperio inca. El Coricancha fue escenario de importantes ceremonias religiosas, como durante el Inti Raymi en el que luego de una procesión por el Cusco, el Sapa Inca ingresaba al Coricancha. En el templo, espejos cóncavos enfocaban los rayos del Sol para encender un fuego para el sacrificio de llamas y en determinadas circunstancias niños, para complacer y rendir tributo a los dioses. El Coricancha también funcionó como observatorio para los incas, ya que se alineaba con el Sol en días importantes del año como solsticios y equinoccios, alineando los cielos y la tierra, tema importante en las creencias y religión de los incas. El uso de Coricancha como observatorio también fue útil para comprender en qué momento del año estaban los incas y qué alimentos estarían disponibles durante todo el año.

## Símbolos incaicos

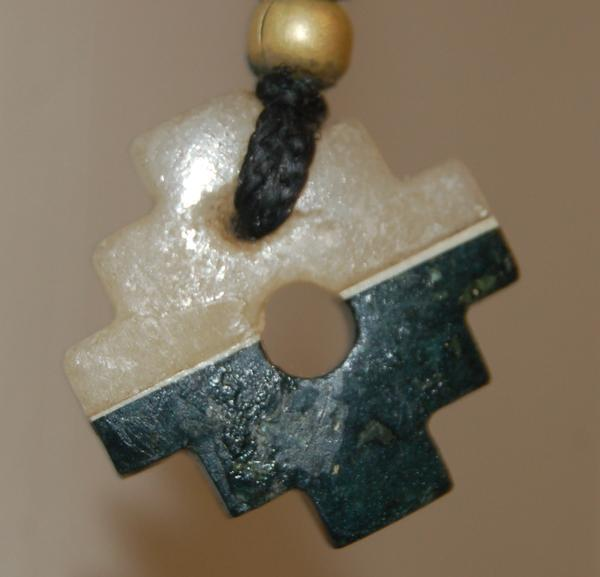
Chakana.

- Chakana (o Cruz Inca, Tsakana en quechua ancashino) es, según algunos autores modernos, la cruz de tres pasos equivalente simbólica de lo que se conoce en otras mitologías como el Árbol de la vida, el Árbol del mundo, etc. A través de un eje central, un chamán viaja en trance al plano inferior o Inframundo y los niveles superiores habitados por los dioses superiores para indagar en las causas de la desgracia en el plano terrestre. La serpiente, el puma y el cóndor son representantes totémicos de los tres niveles. El supuesto significado del símbolo chakana no está respaldado por la literatura académica.
- Inti es el dios Sol inca que se convirtió en la deidad principal del Imperio. El símbolo de Inti está representado en la bandera de Argentina, el escudo de armas del Ecuador, la bandera de Uruguay y la bandera histórica de Perú. El Sol tiene una clara importancia para la civilización inca, puesto que incluso se puede ver en la arquitectura del imperio. Los ushnus, eran edificios donde los principales soldados se comprometían a ser leales al liderazgo de los incas, y estos edificios tienen una profunda conexión con el Sol. La evidencia del simbolismo del dios Sol antes de la conquista inca se puede encontrar representada en la Puerta del Sol construida por la cultura Tiwanaku.

## Despliegue y expansión

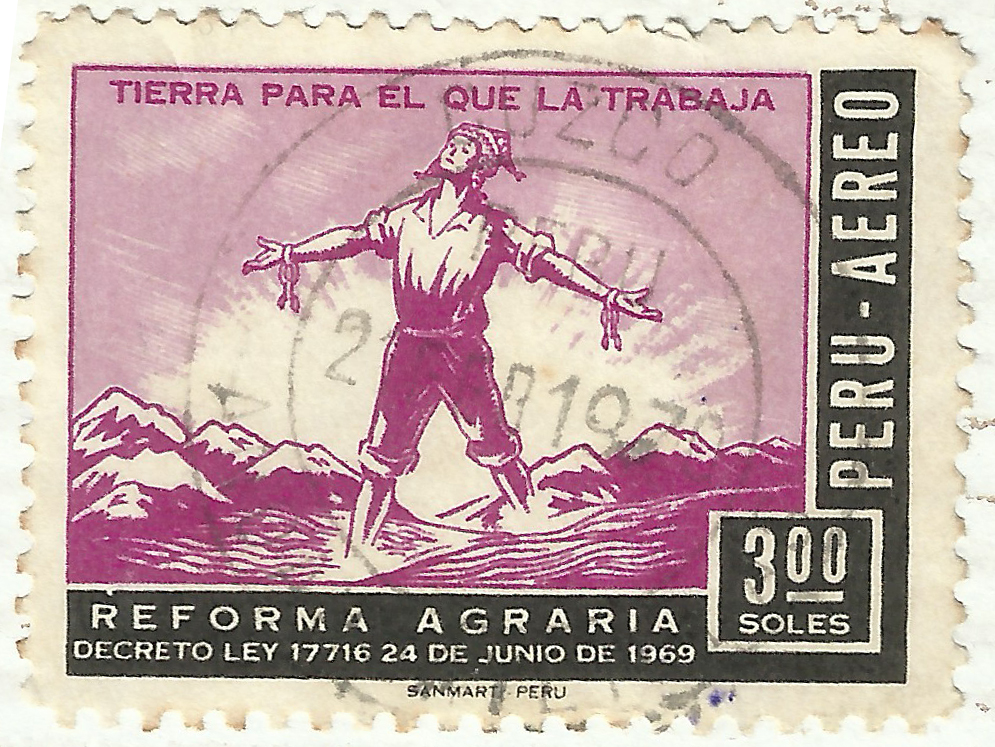
Durante el Gobierno Revolucionario de la Fuerza Armada, el gobierno hizo referencia a los mitos incas sobre la Pachamama, figura de la Madre Tierra Inca, para justificar los programas de distribución de tierras

La mitología sirvió para muchos propósitos dentro del Imperio inca. La mitología podría utilizarse a menudo para explicar los fenómenos naturales o para dar a los numerosos habitantes del imperio una forma de pensar sobre el mundo. Por ejemplo, hay un mito de origen bien conocido que describe cómo comenzó el Imperio inca en su centro en Cusco. En este mito de origen, cuatro hombres y mujeres emergieron de una cueva cerca de Cusco, y comenzaron a asentarse dentro del Valle del Cusco, para gran disgusto del pueblo Hualla que ya había estado habitando la tierra. Los Hualla se subsistían del cultivo de coca y ajíes, que los incas asociaban con los pueblos del Amazonas y que eran percibidos como inferiores y salvajes. Los Inca se enfrentó a la batalla con los Hualla, luchando con bastante crueldad, y finalmente los incas salieron victoriosos. El mito alega que estos primeros pueblos incas plantarían maíz, un pilar de la dieta inca, en el lugar donde derrotaron brutalmente a los Hualla. Por lo tanto, continúa el mito, el Inca llegó a gobernar todo el Valle del Cusco, antes de finalmente conquistar gran parte del mundo andino.
Al crear este mito, los incas reforzaron su autoridad sobre el imperio. En primer lugar, al asociar a los Hualla con plantas de la selva, el mito del origen del Inca probablemente habría hecho que el oyente pensara que los Hualla eran primitivos en comparación con los incas. Por lo tanto, la derrota de los Hualla por parte de los incas y su supuesto desarrollo de la agricultura basada en el maíz, respaldaron la noción de que los incas eran los administradores legítimos de la tierra, ya que podían hacer que la tierra fuera productiva y dócil. Estos mitos se reforzaron en los numerosos festivales y ritos que se celebraron en todo el Imperio inca. Por ejemplo, había festivales del maíz que se celebraban anualmente durante la cosecha. Durante estas fiestas, la élite Inca se celebró junto con el maíz y la principal deidad del Inca, Inti. Como tal, el mito de la siembra de maíz de los incas originales se utilizó para asociar a la élite inca gobernante con los dioses, así como para representarlos como los portadores de la cosecha. De esta manera, los mitos del origen de los incas se utilizaron para justificar la posición de élite de los incas dentro de su vasto y multiétnico imperio. Dentro del Imperio inca, los incas tenían un estatus especial de "incas por sangre", que les otorgaba importantes privilegios sobre los pueblos no incas. La capacidad de los incas para mantener su posición de élite no fue poca cosa, dado que menos de cincuenta mil incas pudieron gobernar a millones de pueblos no incas. La mitología fue una forma importante por la cual los incas pudieron justificar tanto la legitimidad del estado inca como su posición privilegiada con el estado.
El despliegue estratégico de la mitología inca no terminó después de que el imperio inca fuera colonizado por los españoles. De hecho, la mitología inca se utilizó para resistir y desafiar la autoridad de las autoridades coloniales españolas. Se utilizaron muchos mitos incas para criticar la codicia desenfrenada del imperialismo europeo. Hubo asesinatos y violaciones generalizados de mujeres y niños en América del Sur por parte de los soldados europeos. Por ejemplo, existen mitos entre los indígenas del antiguo imperio inca que cuentan las historias de extranjeros que llegan a los Andes y destruyen objetos valiosos. Uno de esos mitos es el cuento de Atoqhuarco entre los quechuas, que describe cómo una mujer indígena es destruida en un acto de rebelión contra un extranjero lascivo que, a su vez, finalmente se transforma en un zorro depredador. Las poderosas instituciones coloniales también son criticadas en algunos de estos mitos, y la Iglesia Católica es frecuentemente criticada. Por ejemplo, la historia del sacerdote y el sacristán destaca la hipocresía y la naturaleza abusiva de un sacerdote católico y su trato insensible hacia sus feligreses indígenas. Como tal, estos mitos muestran que la mitología inca fue estratégicamente desplegada para subvertir y rebelarse contra el dominio español en el antiguo Imperio inca.
La mitología incaica sigue siendo una fuerza poderosa en las comunidades andinas contemporáneas. Después de que las naciones que alguna vez fueron parte del Imperio inca obtuvieron su independencia de España, muchas de estas naciones lucharon por encontrar un mito de origen adecuado para respaldar la legitimidad de su estado. A principios del siglo XX, hubo un resurgimiento del interés por la herencia indígena de estas nuevas naciones. Si bien estas referencias a la mitología inca pueden ser más evidentes, como la presencia de Inti en la bandera argentina, otras referencias a la mitología inca pueden ser más sutiles. Por ejemplo, a fines del siglo XX el Gobierno Revolucionario de la Fuerza Armada hizo referencia a los mitos incas sobre la Pachamama, figura de la Madre Tierra inca, para justificar sus programas de distribución de tierras. Además, los gobiernos modernos continúan haciendo referencia al antiguo Imperio inca para respaldar sus reclamos de legitimidad, hasta el punto de que existen celebraciones de rituales financiados por el municipio que hacen referencia a la mitología inca, especialmente en Cusco y sus alrededores. El poder de la mitología inca resuena en la política contemporánea, con políticos haciendo referencias a la mitología e imágenes incas. Si bien el Imperio inca puede haber dejado de existir hace cientos de años, su vibrante mitología continúa influyendo en la vida en toda América andina en la actualidad.

## Animales en la mitología incaica
Al igual que otras culturas nativas americanas, la sociedad inca estuvo fuertemente influenciada por las poblaciones animales locales, tanto como fuentes alimenticias, textiles y de transporte, como también como piedras angulares religiosas y culturales. Muchos mitos y leyendas de los incas incluyen o tratan únicamente sobre un animal o una mezcla de animales y sus interacciones con los dioses, los humanos o el entorno natural.

### Llamas
Las llamas fueron importantes para la economía del Imperio inca, podían usarse para lana, transporte de mercancías y alimentos. También jugaron un papel importante en la vida religiosa de los incas, siendo un valioso sacrificio para los dioses y utilizados en importantes ceremonias religiosas como ofrendas. Urcuchillay era un dios adorado por los incas, en particular por los pastores de llamas. Se creía que Urcuchillay protegía y vigilaba a las llamas de la Tierra. Las obras de arte de llamas creadas por los incas muestran una mayor reverencia hacia las llamas, un ejemplo de esto es una representación de una llama construida con oro puro, un material extremadamente valioso para los incas debido a su significado religioso, ya que se consideraba el sudor del Inti.

### Pumas
Para los incas, el puma era un animal de carácter sagrado y primordial en la vida religiosa. Los incas creían que el puma representaba el poder y la fuerza, así como la paciencia y la sabiduría. La capital inca, Cusco, tomó la forma de un puma, con la enorme ciudadela de Sacsayhuamán representando la cabeza del puma. El sitio de Kenko al norte de Cusco contiene monolitos y estructuras alineadas astronómicamente, que en ciertos días crean efectos de luz y sombra. En el amanecer del solsticio de junio, la luz pasa a través de una fisura cuidadosamente diseñada alineada para iluminar primero a uno de los gnómones y luego al otro, y ambos proyectan sombras que crean una imagen. El resultado se conoce como "el despertar del puma". El puma también está asociado con la riqueza y la prosperidad. El Manuscrito de Huarochirí menciona cómo era una práctica de los incas usar pieles de puma para mostrar su riqueza.

### Perros

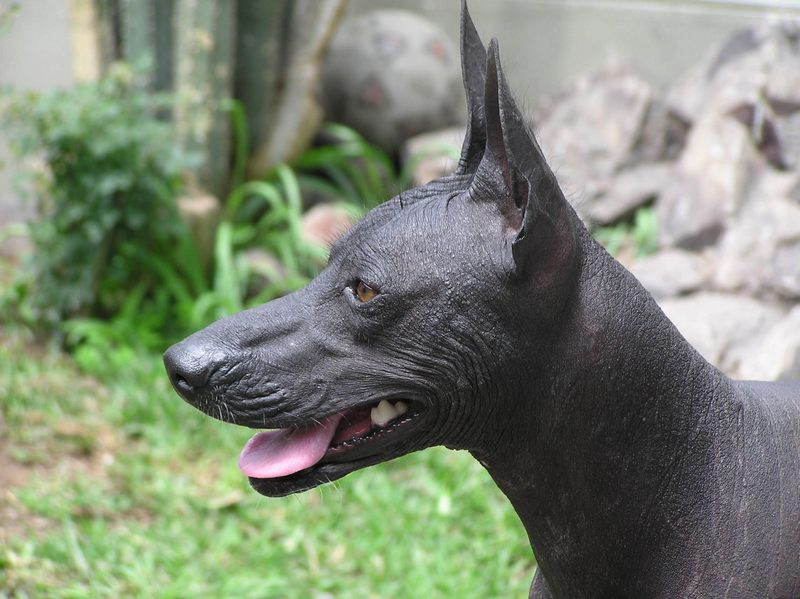
El perro en la mitología andina es considerado capaz de ver el alma de los muertos, especialmente los perros negros.

Los incas criaban perros para cazar y hurgar en la basura, pero rara vez con fines religiosos. No obstante, el pueblo Huanca tenía una base mucho más religiosa para el consumo de carne de perro. Dentro de la mitología incaica, Huallallo Carhuincho, el antiguo dios principal del pueblo Huanca, se representaba alimentándose únicamente de perro después de que este fuese derrotado por otro dios, Pariacaca, en una batalla que duró tres días y tres noches. En algunas partes de América del Sur, a los Huanca se les conoce como "los Huanca come perros". Este comportamiento de comer perro fue menospreciado en otras partes del imperio.
También existe una ciudad llamada Alqullaqta, o "Pueblo de los perros", que contiene estatuas de perros y se cree que representan las almas de los perros que han muerto. La gente a menudo guardaba huesos y los dejaba en las estatuas para que les diera una mejor posición en la otra vida.
A veces se creía que los perros podían moverse entre la vida y la muerte y también ver el alma de los muertos. Además, el Inca creía que las almas muertas infelices podían visitar a las personas en forma de perros negros. Se informó que el pueblo aimara de Bolivia creía que los perros estaban asociados con la muerte y el incesto. Creían que los que mueren deben cruzar un océano hacia el más allá en el oído o en la nariz de un perro negro. Además, algunas fuentes informan que las mujeres que duermen solas por la noche pueden quedar embarazadas por fantasmas que producirían un bebé con patas de perro.

### Osos
A pesar de que solo hay una especie de oso en América del Sur (el oso de anteojos, Tremarctos ornatus), la historia de la esposa y los hijos del oso es una historia destacada entre los incas. El pueblo andino creía que los osos representaban los hábitos sexuales de hombres y mujeres y se advirtió a las niñas de la “violación de los osos”. Esta historia detalla a un oso que se disfraza de hombre que somete a una niña y la lleva a su cueva donde la alimenta y la cuida. Poco después, descubre a dos niños mitad oso mitad humanos. Con la ayuda de los niños, los tres pueden escapar de la cueva y regresar a la sociedad humana. Los niños oso se entregan al sacerdote de la ciudad que intenta matar a los cachorros varias veces (arrojándolos de los edificios, enviándolos a la naturaleza, enviándolos a los oficiales de combate), pero solo es capaz de hacer que maten al niño oso más joven. El oso mayor supera las pruebas y es enviado a luchar contra un alma condenada, a la que derrota y salva de la condenación. El alma le da al oso su propiedad y riqueza y el hombre oso ahora completamente desarrollado deja la sociedad humana como una paloma blanca. Este cuento podría interpretarse como la difícil historia de un nativo americano contra la sociedad hispana en la que se encuentran, lo que se vuelve más creíble a medida que este folclore se vuelve más prominente después de la conquista española.
Además de esta historia, se cree que los seres mitad oso mitad humanos llamados Ukuku son los únicos que pueden traer hielo desde la cima de las montañas, ya que tienen la inteligencia de los hombres pero la fuerza de los osos. Los payasos Ukuku se pueden ver en las celebraciones del Corpus Christi de Cuzco donde peregrinan a un glaciar cercano y pasan la noche en el hielo como iniciación a la virilidad.

### Zorros

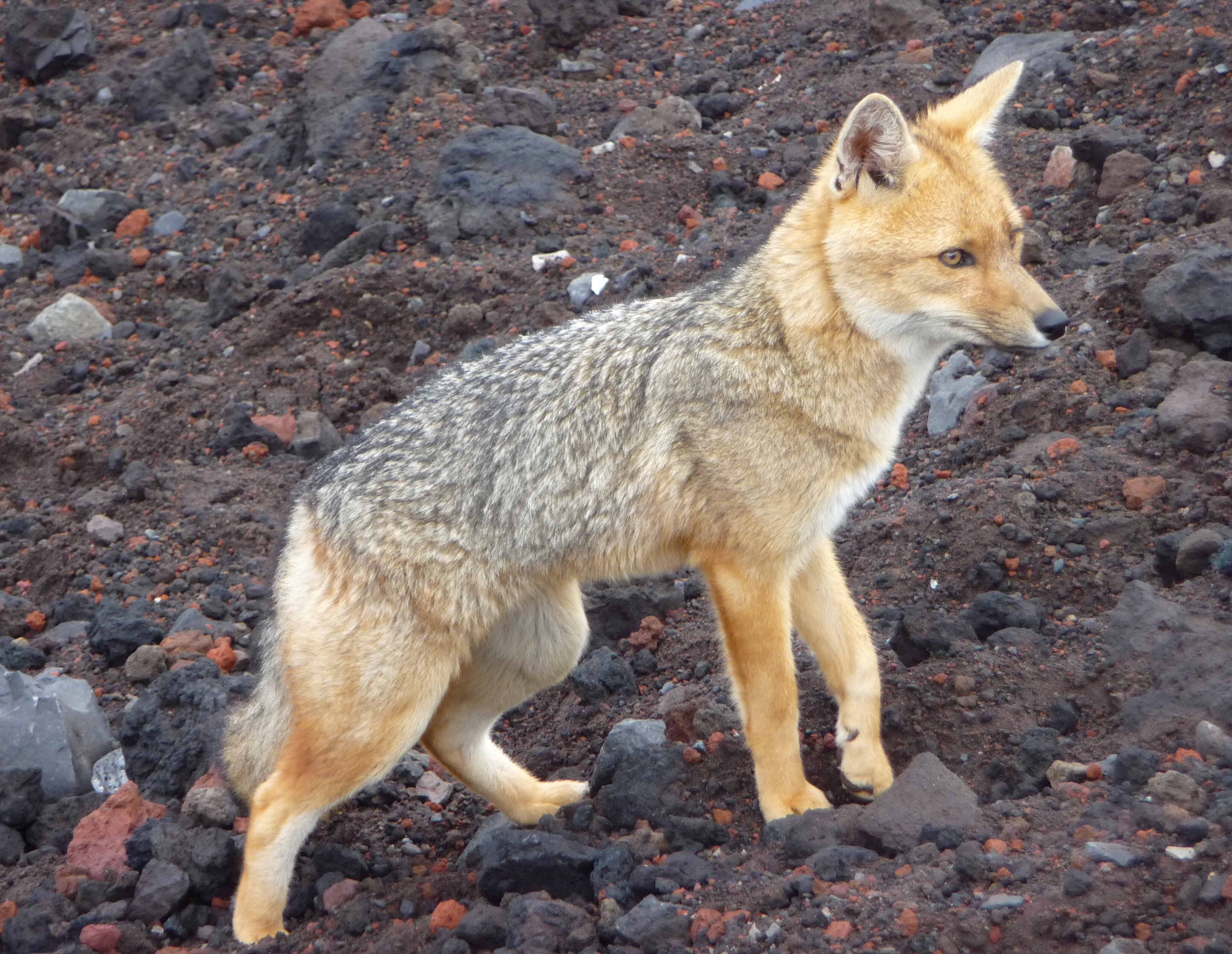
En la mitología incaica el zorro es considerado un animal ladrón y mentiroso.

El zorro generalmente no tenía una buena reputación entre los incas o la gente de los Andes y era visto como un presagio. Los sacrificios a los dioses incluían una variedad de bienes y animales, incluidos los humanos, pero nunca se vio que incluyeran zorros. La mitología inca contiene referencias a dioses engañados por zorros. En un encuentro, la deidad Cuniraya Viracocha se enfureció con un zorro y dijo: "En cuanto a ti, incluso cuando te escondes y mantienes las distancias, la gente te despreciará por completo y dirá "¡Ese zorro es un ladrón!" Cuando te maten, te tirarán descuidadamente a ti y a tu piel también”. En otras narraciones, se dice que el zorro trató de robar la Luna, pero la Luna abrazó al zorro, lo que resultó en manchas en la Luna. Finalmente, el zorro todavía juega un papel en la sociedad andina actual donde el aullido de un zorro en el mes de agosto se percibe como un signo de buena suerte.
Los incas tenían nombres indígenas para constelaciones, así como nubes interestelares (nebulosas oscuras) visibles desde el hemisferio sur. El zorro (Atuq en quechua) es el nombre de una nebulosa oscura en la Vía Láctea, y las narrativas andinas, incluidas las incas, pueden referirse a las nebulosas oscuras en lugar del animal.

### Cuyes

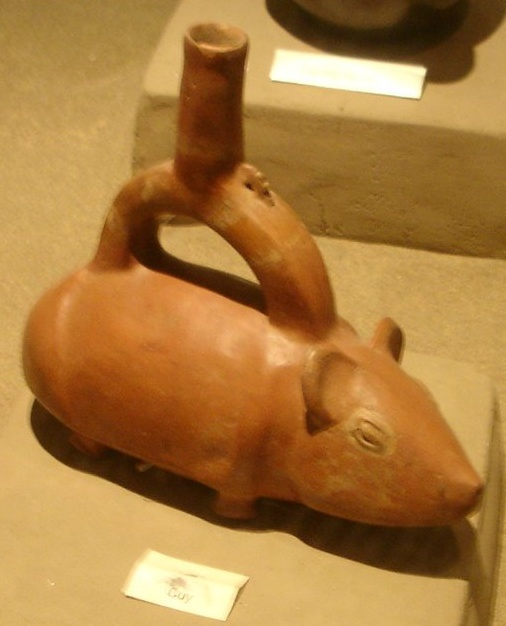
Cerámica escultórica en forma de cuy. Chimú, 1400 - 1532 d. c.

Tradicionalmente considerado como una de las comidas preferidas de los dioses, el cuy (Cavia porcellus) se sacrificaba en innumerables ocasiones y de diferentes maneras, se sacrificaban cuyes en la ceremonia del primer corte de cabellos de los niños, también en los rituales relacionados con la limpieza de acequias, los ritos terapéuticos y los de adivinación.  Los muros de casas recién construidas se rociaban con sangre de cuyes antes de poner el techo, con el fin de garantizar su solidez. Ofrendas de cuyes a Pachacamac se relatan, cuando un grupo yauyos viene a implorar a la divinidad que le devuelva a su hijo Llocllayhuancupa, quitado como castigo por haber descuidado a su huaca. También se mencionan los cuyes en el marco del culto a la diosa Mama (o Chaupiñamca), esposa de Pachacamac, y a otras huacas como Chuquisuso o Macahuisa entre los yauyos. Se les sacrificaba abriéndolos con la uña del pulgar, ahogándolos en un mate de agua mientras se dirigían a la huaca, luego se les destripaba desde arriba hasta abajo. Se rociaban los ídolos con su sangre, así como los campos en época de siembra; parece que parte de los cuerpos luego se enterraban cerca.

### Cóndor
El cóndor fue un ave sagrada para los incas quienes creían que comunicaba el mundo celestial (Hanan Pacha) con el mundo terrenal (Kay Pacha) y para la cosmovisión inca era el único animal que podía comunicarse con el mundo de los dioses y las estrellas.
Actualmente, el cóndor sigue siendo un ave sagrada para los hombres del Andes. En algunos pueblos del Perú aún se celebra el ritual andino conocido como ‘Yawar Fiesta’ (Fiesta de Sangre) el cual tiene al cóndor como protagonista principal.

## Creencias andinas preincaicas
Antes de la fundación del Imperio inca, había varias otras culturas en varias áreas del Perú con sus propias creencias, incluidas las culturas de Chavín, Paracas, Moche y Nazca. Se pueden encontrar creencias preincas adicionales en el Manuscrito de Huarochirí, un texto del siglo XVII que registra los mitos, la cultura y las creencias de la gente de la provincia de Huarochirí en los Andes occidentales.
Una de las figuras más importantes en las creencias andinas preincaicas es la deidad creadora Viracocha, quien incluso durante la época incaica fue una de las deidades más importantes del panteón incaico y vista como el creador de todas las cosas, o la sustancia de la cual todas las cosas son creados, e íntimamente asociado con el mar. En la iconografía andina preincaica, Viracocha toma la forma de un Dios de los báculos, caracterizado por figuras de frente que sostienen objetos verticales que se denominan dos "báculos". Como deidad principal, Viracocha era el dios creador y sirvió como el ícono religioso principal de todos los Andes peruanos, particularmente durante el Horizonte Temprano (900-200 a. C.) en adelante.